# Air Antilles
Air Antilles est une compagnie aérienne française (code AITA : 3S) basée en Guadeloupe (Antilles Françaises).
Air Antilles est une compagnie aérienne régionale française basée en Guadeloupe. Connue sous le nom d'Air Antilles depuis 20 ans, elle entre dans une nouvelle ère à partir de sa liquidation en 2023 avec la Collectivité de Saint-Martin qui en possède 60 %, et le groupe Edeis qui en détient 40 %.
Les principales modifications à la suite de sa reprise incluent le partage de la propriété entre la Collectivité de Saint-Martin et le groupe Edeis, avec pour objectif de maintenir et développer l'activité aérienne aux Antilles.
Elle dessert la Guadeloupe, la Martinique, Saint-Barthélemy, Saint-Martin.

## Histoire

### Débuts (2002)
La compagnie est inaugurée le 18 décembre 2002 afin d'opérer, selon le modèle low cost, les liaisons aériennes inter-îles entre la Guadeloupe, la Martinique, Saint-Barthélemy et Saint-Martin.
Air Antilles et Air Guyane sont les 2 compagnies aériennes du groupe guadeloupéen CAIRE.

### Liquidation judiciaire puis reprise par la collectivité de Saint-Martin (2023-2024)
À la suite d'une grève des pilotes entamée le 14 juillet 2023, les deux compagnies sont placées en liquidation judiciaire avec poursuite d'activité pendant 2 mois par le tribunal de commerce de Pointe-à-Pitre le 2 août 2023. Les pilotes suspendent la grève dès le lendemain, permettant une reprise des vols.
Fin septembre 2023, l'offre de reprise partielle d'Air Antilles par la CIPIM (holding du groupe Edeis), alliée à la collectivité de Saint-Martin, est validée par le tribunal de commerce de Pointe-à-Pitre. En revanche, les activités d'Air Guyane ne sont pas reprises. La compagnie va se concentrer dans un premier temps sur ses dessertes historiques, à savoir la Guadeloupe, la Martinique, Saint-Martin et Saint-Barthélémy.
En décembre 2024, l'Autorité de la Concurrence inflige à Air Antilles une amende importante de 1,5 million d'euros que devra acquitter sa maison-mère, K Finance pour avoir sellé une entente sur les prix avec son concurrent Air Caraïbes qui écope de 13 millions d'euros. Entre 2015 et 2019, les deux compagnies ont par trois fois fixé des ententes sur les prix et conditions tarifaires des liaisons inter-îles au sein des Caraïbes françaises et internationales. Les liaisons concernées sont Pointe-à-Pitre à Fort-de-France ainsi que les liaisons entre ces deux villes et Saint-Martin, Sainte-Lucie et Saint-Domingue. « Les pratiques anticoncurrentielles mises en place par Air Antilles et Air Caraïbes sont particulièrement graves (...) les habitants de ces territoires, confrontés à un coût de la vie nettement plus élevé qu'en métropole, ne disposent d'aucune alternative réellement viable à l'avion », juge l'Autorité de la concurrence.
En 2024, Air Antilles a transporté au total 35 000 passagers, un nombre insuffisant pour assurer sa survie financière.
En mars 2025 débute le procès d'Eric Koury, fondateur et ancien dirigeant d'Air Antilles et Air Guyane, soupçonné d'avoir détourné frauduleusement les aides du Covid. Il doit répondre aux chefs d'accusation d'escroquerie et travail dissimulé. Deux mois plus tard, il est condamné à 18 mois de prison avec sursis probatoire, une amende de 100 000 euros, l'interdiction de gérer pendant 3 ans une activité professionnelle dans laquelle les faits ont été commis et l'interdiction de passer des marchés publics pendant 5 ans. Il annonce, par l'intermédiaire de son avocat, sa volonté de faire appel de la décision.

### Retrait de licence d'exploitation et difficultés persistantes (2025)
Le 18 mars 2025, la nouvelle direction d'Air Antilles sollicite l'aide de l'État et des collectivités alors qu'après 9 mois d'exploitation, la compagnie peine à atteindre la rentabilité. Si la COM de Saint-Martin a déjà octroyé un prêt rémunéré de 4 millions d'euros (dénoncé par la Chambre régionale des Comptes qui y voit un risque financier important), Air Antilles aimerait ouvrir son capital pour pouvoir pérenniser son activité. Jérome Arnaud, le PDG, critique aussi l'absence d'accord interlignes avec Air France ou Corsair pour assurer un chiffre d'affaires minimum alors que le taux de remplissage n'est pas satisfaisant.
Début avril 2025, la direction générale de l'aviation civile retire la licence d'exploitation à Air Antilles et la remplace par une licence temporaire valable jusqu'au 30 juin 2025. Cette décision est motivée par le fait que le transporteur ne parvient pas à assurer sa survie financière alors qu'Air Antilles est à la recherche d'un actionnaire de référence pour sauver son plan de relance entrepris l'année précédente. Faute de repreneur qui se manifeste immédiatement, Air Antilles prévoit de vendre ses avions pour un montant estimé à 22 millions d'euros afin de renflouer les caisses. Les avions seront ensuite reloués pour continuer à assurer les liaisons.
Une semaine après cette annonce, Jérôme Arnaud annonce son départ, 16 mois après son arrivée en tant que PDG. Fin avril 2025, il cède son siège à un élu de la collectivité territoriale de Saint-Martin, actionnaire majoritaire d'Air Antilles.

## Destinations
- Pointe-à-Pitre (Aéroport de Guadeloupe - Pôle Caraïbes)

- Fort-de-France (Aéroport international Martinique Aimé Césaire)

- Saint Barthelemy (Aéroport Gustaf III - Saint-Jean)

- Saint-Martin (Aéroport de Grand-Case Espérance)

## Flotte
Basée à l'aéroport de Guadeloupe - Pôle Caraïbes, sa flotte est constituée de :
| Appareil             | En service | Commandes | Passagers | Remarques |
| -------------------- | ---------- | --------- | --------- | --------- |
| ATR 42-600           | 1          | —         | 48        |           |
| ATR 72-600           | 2          | —         | 72        |           |
| DHC-6-400 Twin Otter | 1          | —         | 19        |           |
| Total                | 4          |           |           |           |